# Silillos
Silillos es una aldea enclavada en la provincia de Córdoba, (España) perteneciente al municipio de Fuente Palmera. Su población en 2006 era de 597 habitantes —datos del INE—. 
Celebra sus fiestas el día de San Juan. Su patrona, la virgen Inmaculada Concepción, es sacada en procesión durante las fiestas.